# Козівська селищна рада
Козівська́ се́лищна ра́да — адміністративно-територіальна одиниця та орган місцевого самоврядування в Тернопільському районі Тернопільської області. Адміністративний центр — селище міського типу Козова.

## Загальні відомості
Козівська селищна рада утворена в 1939 році.
- Територія ради: 697 км²
- Населення ради: 9 252 особи (станом на 2001 рік)
- Територією ради протікають річки Стрипа, Коропець

## Населені пункти
Селищній раді підпорядковані населені пункти:
- смт Козова

## Склад ради
Рада складається з 30 депутатів та голови.
- Голова ради: Вацлавський Петро Юліанович
- Секретар ради: Скобляк Ігор Романович

### Керівний склад попередніх скликань
| Прізвище, ім'я, по батькові | Основні відомості                                                | Дата обрання | Дата звільнення |
| --------------------------- | ---------------------------------------------------------------- | ------------ | --------------- |
| Вацлавський Петро Юліанович | Селищний голова, 1959 року народження, освіта вища, безпартійний | 26.03.2006   | 31.10.2010      |
| Вацлавський Петро Юліанович | Селищний голова, 1959 року народження, освіта вища, безпартійний | 31.10.2010   |                 |

Примітка: таблиця складена за даними сайту Верховної Ради України

### Депутати
За результатами місцевих виборів 2010 року депутатами ради стали:

#### За суб'єктами висування
| Суб'єкт висування                                       | Кількість обраних депутатів | %    |
| ------------------------------------------------------- | --------------------------- | ---- |
| Самовисування                                           | 26                          | 86,7 |
| Єдиний Центр                                            | 1                           | 3,3  |
| Народна партія                                          | 1                           | 3,3  |
| Політична партія Всеукраїнське об'єднання «Батьківщина» | 1                           | 3,3  |
| Політична партія Народний Рух України                   | 1                           | 3,3  |

#### За округами
| № округу                                                | Прізвище, ім'я, по батькові         | Дата визнання обраним | Освіта             | Партійна приналежність                        | Відомості про обраного депутата                                            |
| ------------------------------------------------------- | ----------------------------------- | --------------------- | ------------------ | --------------------------------------------- | -------------------------------------------------------------------------- |
| Єдиний Центр                                            |                                     |                       |                    |                                               |                                                                            |
| 16                                                      | Шмига Ольга Михайлівна              | 05.11.2010            | середня спеціальна | член Єдиного Центру                           | Козівське управління праці, соціальний працівник                           |
| Народна Партія                                          |                                     |                       |                    |                                               |                                                                            |
| 19                                                      | Стецик Олег Євгенович               | 05.11.2010            | вища               | член Народної партії                          | приватний підприємець                                                      |
| Політична партія Всеукраїнське об'єднання «Батьківщина» |                                     |                       |                    |                                               |                                                                            |
| 18                                                      | Захарків Оксана Володимирівна       | 05.11.2010            | вища               | член Всеукраїнського об'єднання «Батьківщина» | Козівська загальноосвітня школа І-ІІІ ст. № 1, вчитель                     |
| Політична партія Народний Рух України                   |                                     |                       |                    |                                               |                                                                            |
| 13                                                      | Янчинський Микола Володимирович     | 05.11.2010            | середня спеціальна | член Народного Руху України                   | пенсіонер                                                                  |
| Самовисування                                           |                                     |                       |                    |                                               |                                                                            |
| 1                                                       | Зозуляк Ганна Пимівна               | 05.11.2010            | вища               | позапартійна                                  | приватний підприємець                                                      |
| 2                                                       | Вацлавський Володимир Іванович      | 05.11.2010            | вища               | член Політичної партії «Наша Україна»         | Козівська ЦРКЛ, лікар                                                      |
| 3                                                       | Скобляк Ігор Іванович               | 05.11.2010            | вища               | член Політичної партії «Фронт Змін»           | Козівська селищна рада, секретар                                           |
| 4                                                       | Галюлько Галина Михайлівна          | 05.11.2010            | вища               | позапартійна                                  | Селищна рада, секретар виконкому                                           |
| 5                                                       | Хавтур Андрій Олегович              | 10.08.2014            | середня спеціальна | позапартійний                                 | тимчасово не працює                                                        |
| 6                                                       | Баран Надія Петрівна                | 05.11.2010            | вища               | позапартійна                                  | Козівський центр зайнятості, заступник директора                           |
| 7                                                       | Забанджала Михайло Романович        | 05.11.2010            | вища               | позапартійний                                 | Козівська УГКЦ, священник                                                  |
| 8                                                       | Бек Микола Юліанович                | 05.11.2010            | вища               | позапартійний                                 | приватний підприємець                                                      |
| 9                                                       | Когут Тарас Богданович              | 05.11.2010            | вища               | позапартійний                                 | Козівська загальноосвітня школа І-ІІІ ст. № 1, вчитель                     |
| 10                                                      | Барило Петро Іванович               | 10.08.2014            | вища               | позапартійний                                 | , тимчасово не працює                                                      |
| 11                                                      | Воловник Володимир Петрович         | 05.11.2010            | вища               | позапартійний                                 | тимчасово не працює                                                        |
| 12                                                      | Бучак Василь Богданович             | 05.11.2010            | вища               | позапартійний                                 | приватний підприємець                                                      |
| 14                                                      | Пудлик Андрій Володимирович         | 05.11.2010            | вища               | позапартійний                                 | приватний підприємець                                                      |
| 15                                                      | Гардаш Галина Володимирівна         | 05.11.2010            | вища               | позапартійна                                  | тимчасово не працює                                                        |
| 17                                                      | Волощук Михайло Петрович            | 05.11.2010            | вища               | позапартійний                                 | тимчасово не працює                                                        |
| 20                                                      | Медвідь Євген Васильович            | 05.11.2010            | вища               | позапартійний                                 | приватний підприємець                                                      |
| 21                                                      | Добровольський Ярослав Анатолійович | 05.11.2010            | вища               | позапартійний                                 | Державне казначейство, заступник начальника відділу бухгалтерського обліку |
| 22                                                      | Пашковська Ірина Іванівна           | 05.11.2010            | вища               | позапартійна                                  | Приватбанк, керуюча відділом                                               |
| 23                                                      | Павлик Петро Богданович             | 05.11.2010            | вища               | позапартійний                                 | Тернопіль, помічник машиніста «ДЕПО»                                       |
| 24                                                      | Хань Ігор Іванович                  | 05.11.2010            | середня спеціальна | позапартійний                                 | Районна Архітектура, технік-будівельник                                    |
| 25                                                      | Гегга Юрій Анатолійович             | 10.08.2014            | вища               | позапартійний                                 | , тимчасово не працює                                                      |
| 26                                                      | Бондарук Василь Васильович          | 05.11.2010            | середня спеціальна | член Демократичної партії України             | Козівський райагробуд, тракторист                                          |
| 27                                                      | Волощук Ольга Павлівна              | 05.11.2010            | вища               | позапартійна                                  | Козівська РДА, начальник відділу фінансового забезпечення                  |
| 28                                                      | Іваник Ірина Йосипівна              | 05.11.2010            | вища               | член Політичної партії «Фронт Змін»           | Козівська районна рада, спеціаліст                                         |
| 29                                                      | Гладчук Ігор Володимирович          | 05.11.2010            | середня спеціальна | позапартійний                                 | тимчасово не працює                                                        |
| 30                                                      | Мулярчук Василь Михайлович          | 11.11.2012            | незакінчена вища   | позапартійний                                 | тимчасово не працює                                                        |